# Homalosciadium
Homalosciadium, monotipki biljni rod iz porodice štitarki, ogrničen na jugozapadnu Australiju Rod je dio potporodice istoimene klade. Opisan je prvi puta u Beih. Bot. Centralbl. 23(2): 294 (1908). Jedina vrsta je australski endem iz Zapadne Asutralije Homalosciadium homalocarpum (F.Muell.) H.Eichler, (1963).

## Opis
Homalosciadium homalocarpum je biljna vrsta s grozdastim cvjetovima koju je prvi opisao Ferdinand von Mueller i bila je poznata Hansjörgu Eichleru. Nijedna podvrsta nije navedena.